# Route 10 (Île-du-Prince-Édouard)
La Route 10 est une route secondaire de 23,2 km (14,4 mi) dans l'ouest de l'Île-du-Prince-Édouard. Son terminus ouest est à l'intersection avec la route 1A à Bedeque and Area et son terminus est est à l'intersection avec la route 1 à Tryon.

## Intersections majeures
| Comté  | Ville            | km    | Destinations                                      | Notes                          |
| ------ | ---------------- | ----- | ------------------------------------------------- | ------------------------------ |
| Prince | Bedeque and Area | 0,00  | Route 1A – Summerside, Charlottetown              |                                |
| Prince | Bedeque and Area | 3,60  | Route 112 (Searletown Road)                       |                                |
| Prince | Borden-Carleton  | 10,50 | Route 1 – Pont de la Confédération, Charlottetown |                                |
| Prince | Augustine Cove   | 16,90 | Route 117 nord (River Road)                       | Terminus sud de la Route 117   |
| Prince | Tryon            | 21,30 | Route 115 nord (N Tyron Crossroad)                | Terminus sud de la Route 115   |
| Prince | Tryon            | 22,40 | Route 116 est (Victoria Road)                     | Terminus ouest de la Route 116 |
| Prince | Tryon            | 23,10 | Route 1 – Borden-Carleton, Charlottetown          |                                |
|        |                  |       |                                                   |                                |